# Svarttjärnen (Fjällsjö socken, Ångermanland, 707466-151398)
Svarttjärnen är en sjö i Strömsunds kommun i Ångermanland och ingår i Ångermanälvens huvudavrinningsområde.